# Autostrada A11 (Belgia)
Autostrada A11 - autostrada w Belgii, w prowincji Flandria Wschodnia, o długości 24 km, w ciągu trasy E34.